# Symphonie no 5 de Miaskovski
Pour les articles homonymes, voir Symphonie no 5.
La Symphonie no 5 opus 18 en ré majeur est une symphonie de Nikolaï Miaskovski composée en 1918.

## Présentation
Cette symphonie de Miaskovski, d'une durée moyenne d'exécution de trente-trois minutes environ, est composée de quatre mouvements :
1. Allegro amabile : mouvement paisible « aux intonations pastorales auxquelles répliquent d'austères motifs archaïsants[1] » ;
2. Lento (quasi andante) : à une première partie pensive s'enchaîne « un vaste épisode fugato[1] » ;
3. Allegro burlando : qui est un scherzo « dansant et joyeux [...] écrit sur des thèmes proches des « koliadki » (noëls populaires ukrainiens)[1] » ;
4. Allegro risoluto e con brio : finale  au « thématisme abondant avec une majorité de motifs à caractère rythmique [...] qui s'amplifie en une fresque grandiose et cuivrée[1] ».

Au sein d'une série de symphonies marquées par la guerre, la cinquième est d'une atmosphère plus « pastorale ».
Parmi les vingt-sept symphonies du compositeur, la Symphonie no 5 en ré majeur porte le numéro d'opus 18.

## Discographie
- Nikolai Myaskovsky Complete Symphonies 1-27, Russian Federation Academic Symphony Orchestra, Evgeny Svetlanov (dir.), Alto ALC3141[4].